# تيم هيرون
تيم هيرون (بالإنجليزية: Tim Herron)‏ هو لاعب غولف أمريكي، ولد في 6 فبراير 1970 في منيابولس في الولايات المتحدة.

## وصلات خارجية
- تيم هيرون على موقع رابطة لاعبي الغولف المحترفين (الإنجليزية)
- تيم هيرون على موقع التصنيف العالمي الرسمي للغولف (الإنجليزية)